# Rivière Laine
Pour les articles homonymes, voir Laine (homonymie).
La rivière Laine est un affluent québécois de la rive nord de la rivière Harricana, coulant dans la municipalité de La Corne (MRC de l'Abitibi) et dans Val d'Or (dans la municipalité régionale de comté (MRC) de La Vallée-de-l'Or), dans la région administrative du Abitibi-Témiscamingue, au Québec, au Canada.

## Géographie

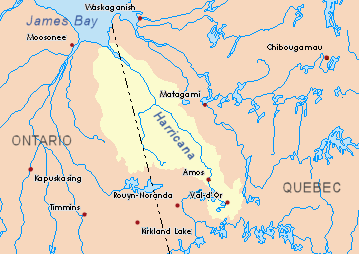
Bassin hydrographique de la rivière Harricana.

Les bassins versants voisins de la rivière Laine sont :
- côté nord : lac La Corne, rivière Fiedmont, rivière Landrienne ;
- côté est : rivière Vassan, rivière Fiedmont, lac Blouin ;
- côté sud : rivière Harricana, lac De Montigny ;
- côté ouest : rivière La Corne, rivière Harricana, lac Malartic, rivière Baillairgé, lac La Motte.

La source de la rivière Laine débute dans une zone humide en milieu forestier à 352 m d'altitude, situé à 1,8 km au sud-est du Lac La Corne (lac de tête de la rivière La Corne) ; à 3,2 km à l'ouest de la source de la rivière Vassan ; à 12,0 km à l'est du Lac La Motte ; à 17,7 km au nord de la confluence de la rivière Laine avec la rivière Harricana.
À partir de sa source, la rivière Laine coule sur environ 30 km selon les segments suivants :
- 10,3 km vers le sud, jusqu'à un ruisseau (venant du nord) ;
- 8,6 km vers le sud, jusqu'à la route 111 ;
- 4,4 km vers le sud en recueillant les eaux de la rivière Vassan, puis bifurquant vers l'ouest en recueillant le ruisseau Richard et traversant une zone de marais, jusqu'au chemin du Pont-Champagne ;
- 3,2 km vers le sud en traversant une zone de marais, jusqu'à son embouchure[2].

La rivière Laine se déverse sur la rive nord de la rivière Harricana à :
- 4,3 km en aval de l'embouchure du lac De Montigny ;
- 10,9 km au sud-est de la décharge de la rivière Harricana dans le lac Malartic ;
- 14,6 km au nord-ouest du centre-ville de Val d'Or ;
- 16,0 km au nord-est du centre du village de Malartic ;
- 7,5 km au sud-est du centre du village de La Corne.

## Toponymie
Le mot « Laine » se réfère à un patronyme de famille d'origine française.
Le toponyme Rivière Laine a été officialisé le 5 décembre 1968 à la Commission de toponymie du Québec.